# Будинок митрополита
Будинок митрополита — пам'ятка палацової архітектури XVIII століття, колишня резиденція київських митрополитів. Нині — музейний заклад у складі Національного заповідника «Софія Київська». Розташований за адресою: м. Київ, вул. Володимирська, 24.

## Історія
Розташований на 40 м західніше від Софійського собору. Будівництво розпочато у 1730 році за ініціативою архієпископа Варлаама (Василя Ванатовича) 1722–1730. Завершено будівельні роботи у 1735 році вже за архієпископа Рафаїла (Заборовського). Припущення деяких дослідників про участь в проєктуванні другого ярусу відомого на той час київського архітектора Йогана-Ґотфріда Шеделя, котрий працював для Заборовського, не підтверджується архівними документами. Навпаки, натурні архітектурні дослідження на пам'ятці засвідчили, що будівельний матеріал як першого, так і другого поверхів є цілком ідентичним, до того ж особливості планування також свідчать про зведення будинку за єдиним задумом як двоповерхового. У 1757 році, при митрополиті Тимофії (Щербацькому), за проєктом Семена Антонова — архітектора Києво-Михайлівського монастиря — влаштовано мансардний поверх у теперішньому вигляді та зведено два фронтони на поздовжніх фасадах, що за своїми формами близькі до архітектури Андріївської церкви. В цей же період з південного боку, очевидно за проєктом того ж архітектора, прибудовано двоповерховий дерев'яний на мурованих пивницях отинькований корпус із балконом на чотирьох колонках. На другому поверсі розміщувалася домова Воскресенська церква. У 19 ст. цей корпус було розібрано, а церкву перенесено на її теперішнє місце — до приміщення у північному ризаліті. В другій половині 19 ст. за проєктом архітектора Володимира Ніколаєва із західного боку прибудували двоповерховий ризаліт з балконом та зовнішніми сходами у бік саду. У 1905 році за проєктом Євгена Єрмакова західний фасад прикрашено ліпленням, деякі інтер'єри другого поверху перероблено.

## Будинок митрополита за СРСР
У 1918–1923 рр. тут розмістили Український архітектурний інститут.
З 1924 р. — Центральний історичний архів, потім, до 1941 р. — радянська комендатура міста Київ. В повоєнні роки — головна будівля Президії Академії будівництва і архітектури Української Радянської Соціалістичної Республіки.

## Реставрація
Сучасна споруда має два поверхи, мансарду, підвали.
Будинок митрополита реставровано у 1988—2007 роках за проєктом архітектора Сергія Борисовича Юрченка. Були проведені детальні натурні архітектурні дослідження, що дозволили виявити первісне двоповерхове ядро споруди та уточнити габарити прибудов. Інтер'єри реставрувалися за слідами в натурі на підставі хіміко-технологіних досліджень, що дозволили встановити первісну колористику.
Печі першого поверху зведено за проєктом В. Отченашка, який не узгодив їх із автором проєкту.
На другому поверсі встановлено печі 19-20 ст. із колекції заповідника.

### Сім історичних кімнат
Серед інтер'єрів будинку Митрополита — сім кімнат з обстановкою. Меблі для них придбані на кошти фонду «Розвиток України» Ріната Ахметова. Фонд виділив 8 млн гривень на придбання на аукціонах Європи стародавніх меблів та предметів декоративно-ужиткового мистецтва. Зокрема, придбано історичні шафи, бюро, крісла, скрині, старі гравюри, килими з рослинними візерунками, комплект стільців, столи червоного дерева, камін тощо, які, на жаль, стилістично не завжди відповідають архітектурі інтер'єрів. Переважають речі 19 століття, але є й вкрита шкірою скриня 17 століття, оригінальний годинник 18 ст., механізм якого виконаний з дерева.

## Музейне використання
З 2008 р. по закінченню реставраційних робіт в парадних приміщеннях відбулася виставка бронзової скульптури з колекції Людовика XIV у співпраці з всесвітньо відомим музеєм — Лувром (Париж, Франція).
За планом, частина приміщень буде відведена під експозицію Музею архітектури.
Будинок митрополитів, разом з ансамблем Софійського собору, внесений до списку світової спадщини ЮНЕСКО.

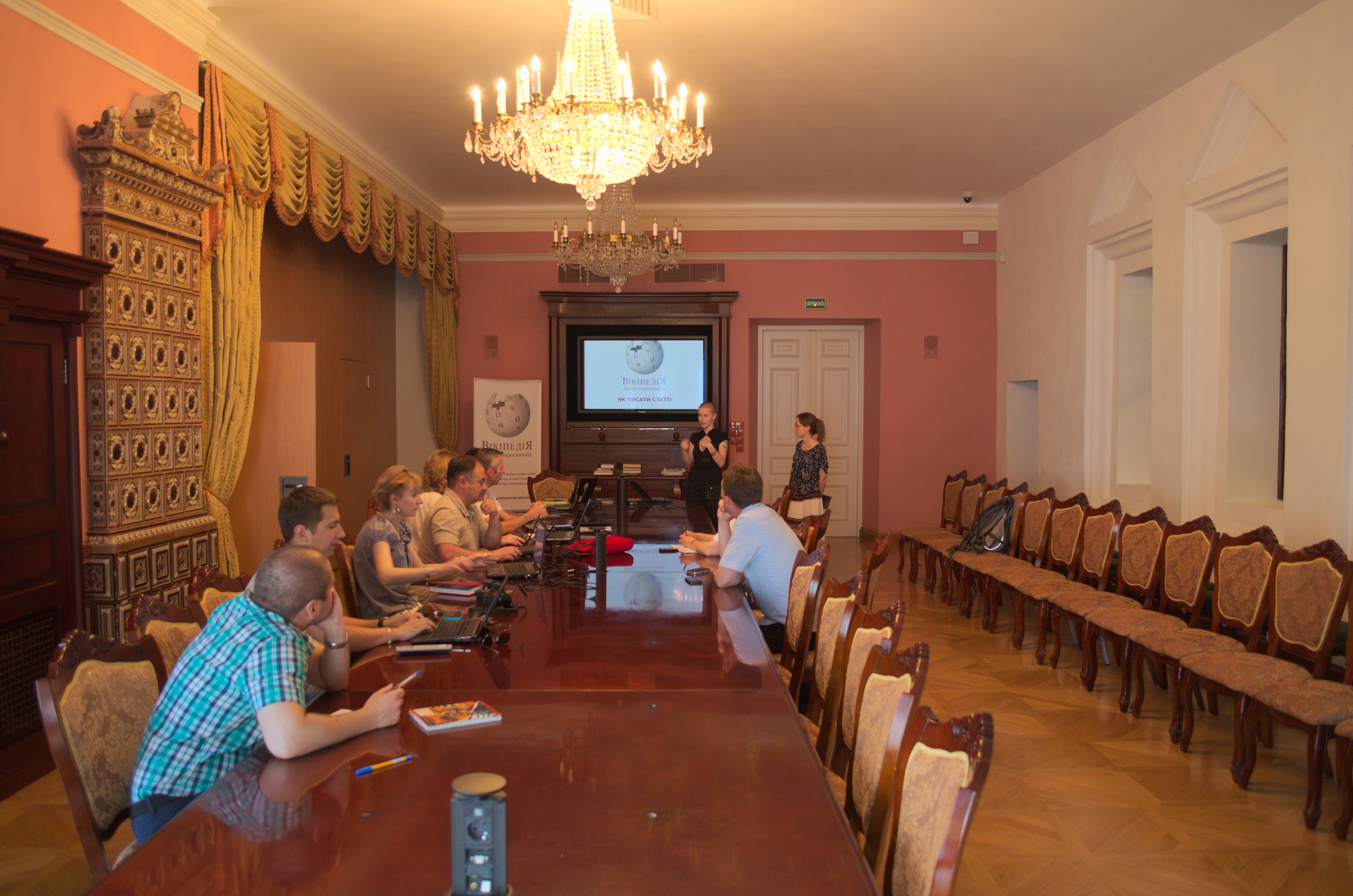
Одна з зал будинку
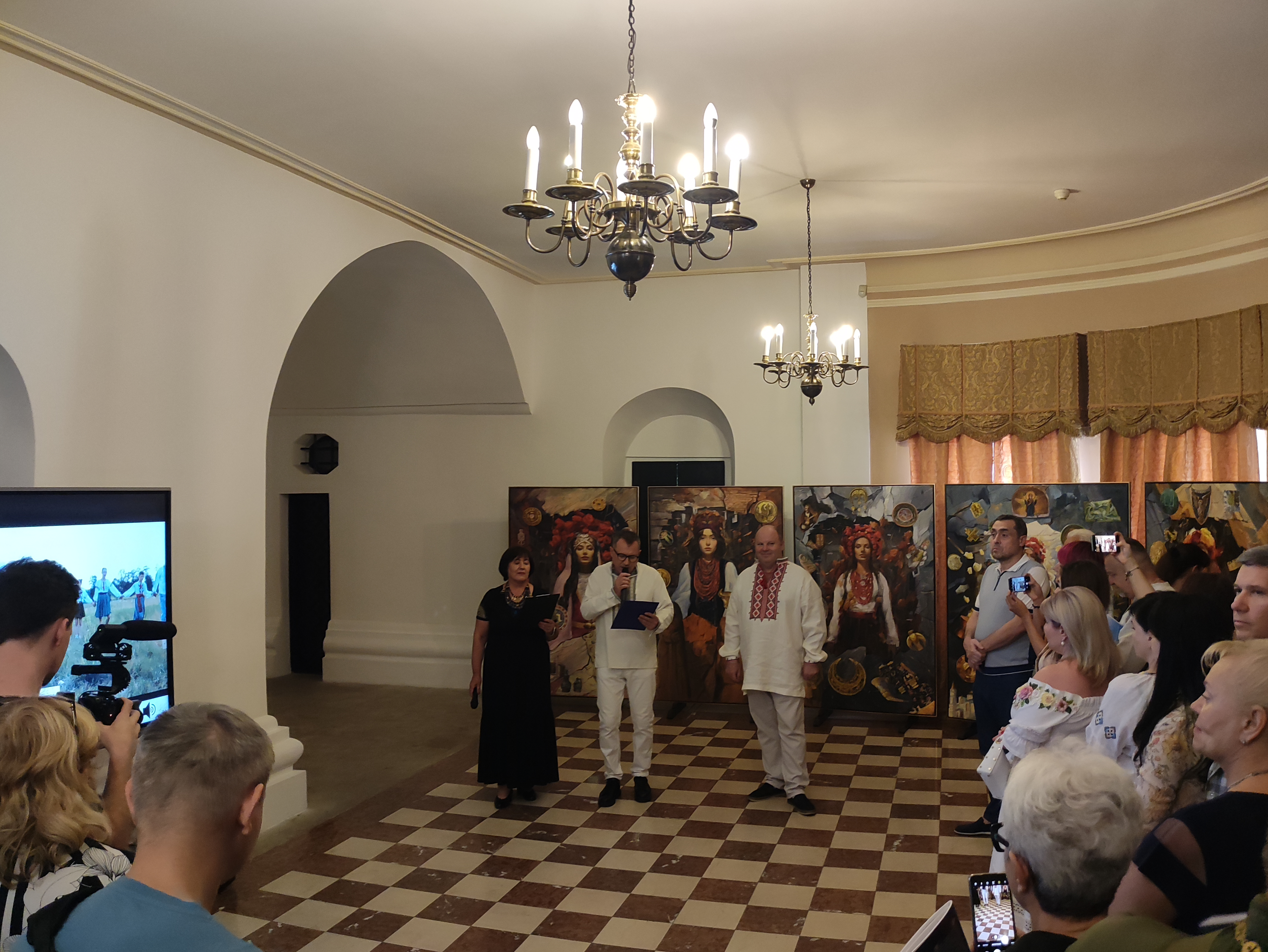
Відкриття виставки Володимира Козюка «Україна крізь віки» (2023, вестибюль «Будинку митрополита»)